# Meconopsis grandis
Meconopsis grandis là một loài thực vật có hoa trong họ Anh túc. Loài này được Prain mô tả khoa học đầu tiên năm 1895.

## Hình ảnh

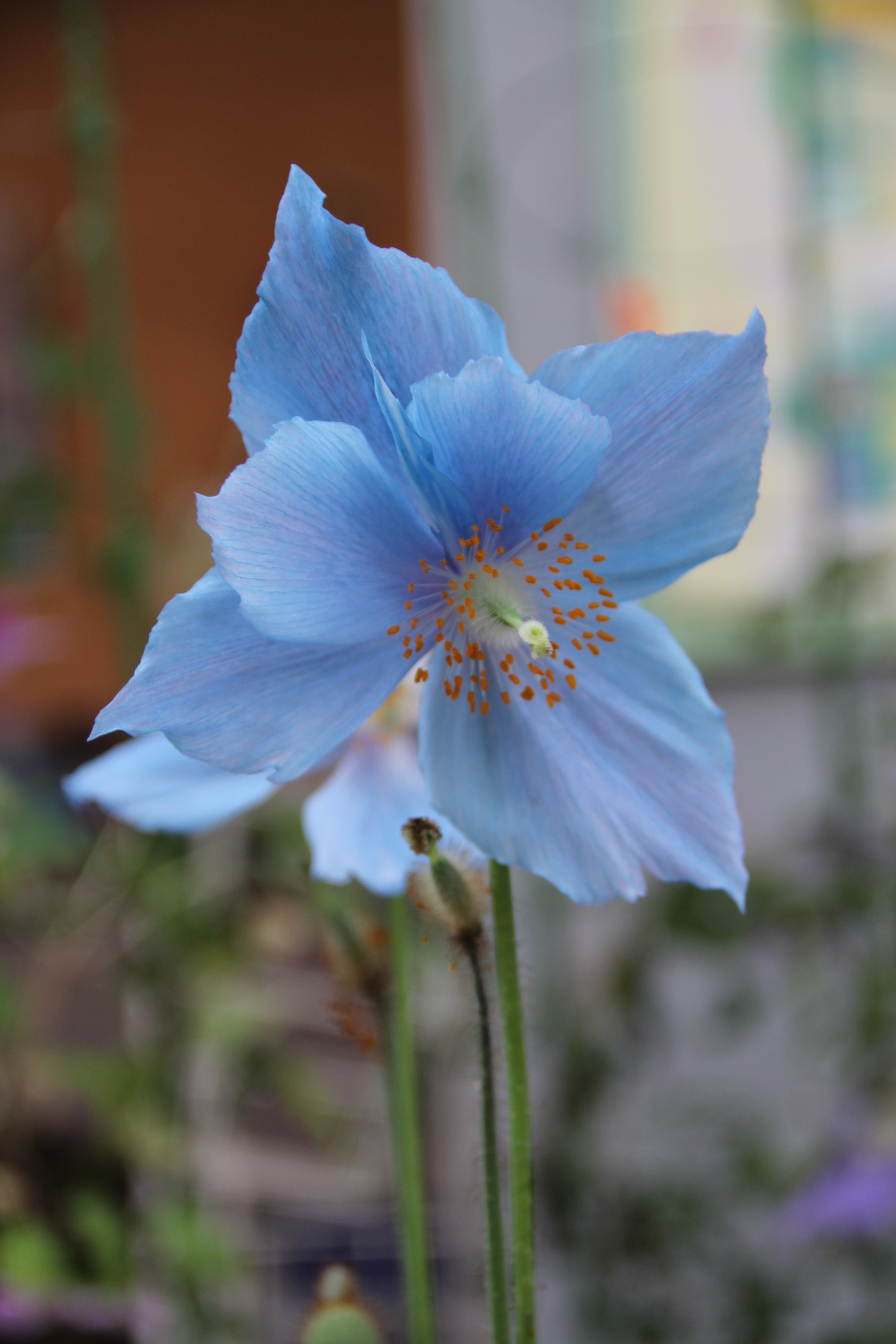
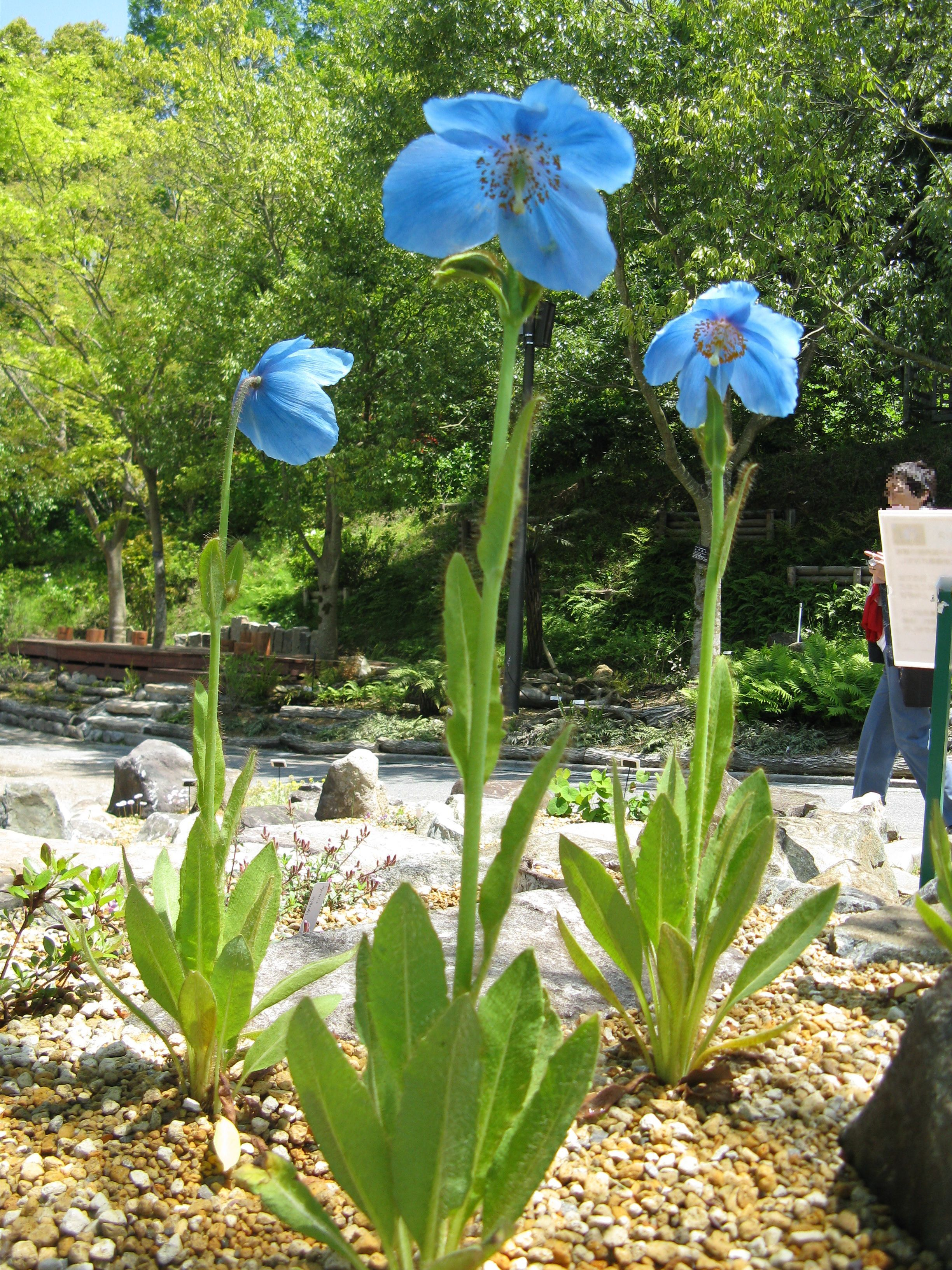
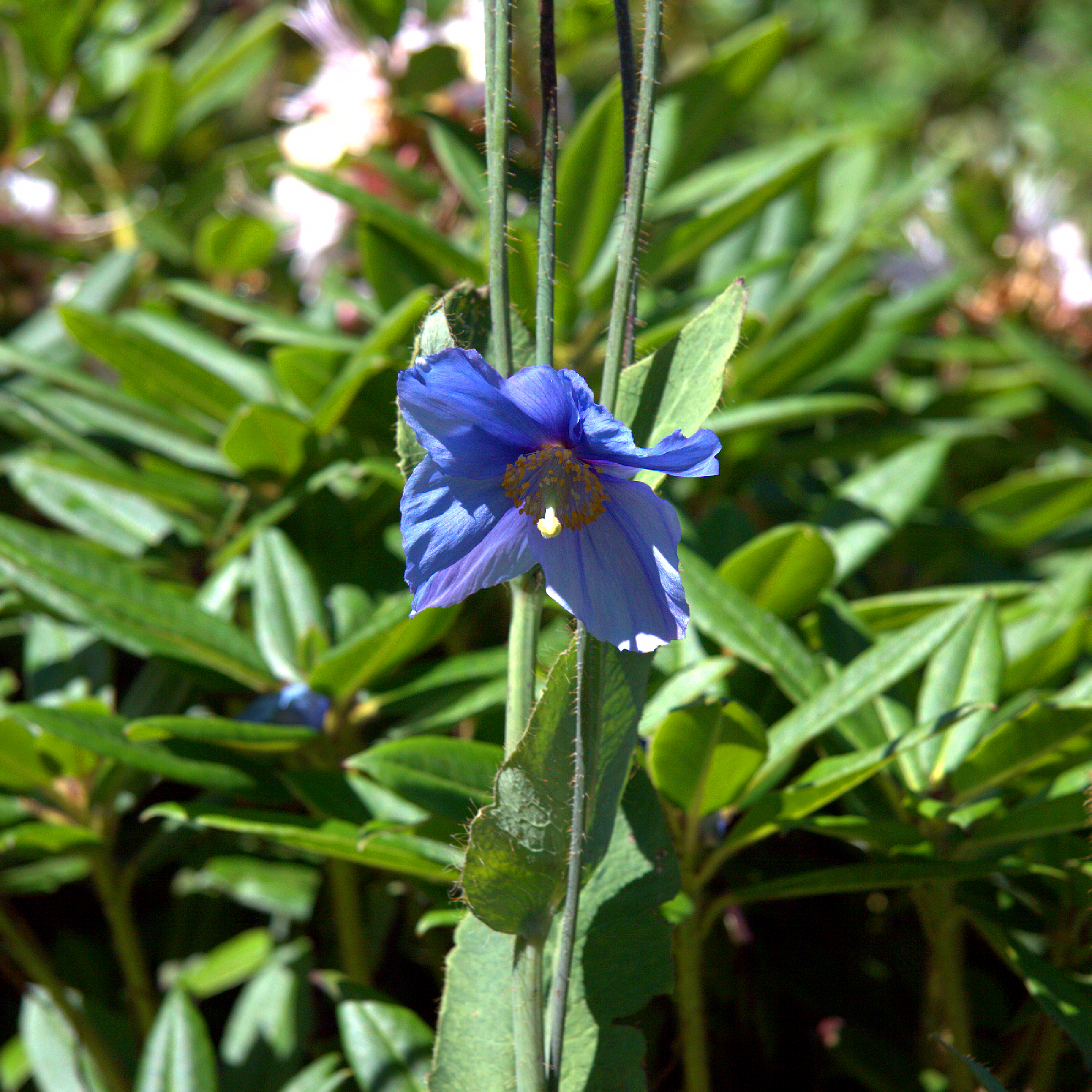
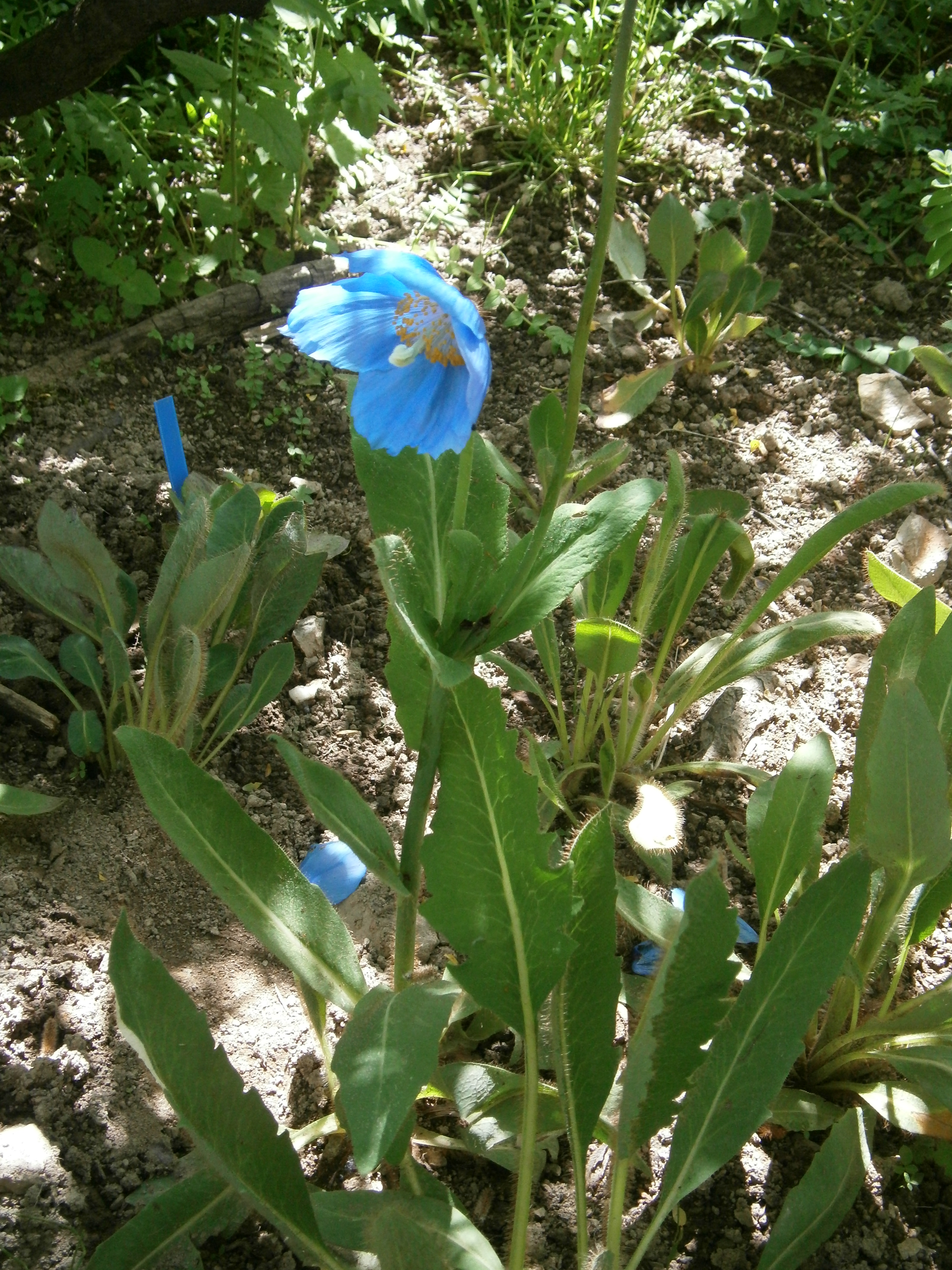